# Lars Lindeberg
Lars Erik Sten Lindeberg, född 28 april 1925 i Stockholm, död där 12 november 2011, var en svensk grafiker och målare.
Han var son till läkaren Sten Lindeberg och Sonja Andersson. Efter avlagd studentexamen 1943 studerade Lindeberg vid Otte Skölds målarskola 1947 och på  grafiklinjen vid Konsthögskolan i Stockholm 1956 samt i London. Han medverkade i ett stort antal utställningar och var en av deltagarna i Konstfrämjandets Multikonst. Han var en av medlemmarna i IX-gruppen och en av skaparna av Konstnärshusets Grafikgrupp. Han arbetade som lärare vid Kungliga tekniska högskolan 1964–1965. Hans konst består av industrimiljöer, stadsbilder och religiösa motiv. Lindeberg är representerad vid Nationalmuseum, Moderna museet, Kalmar konstmuseum, Malmö museum, Norrköpings konstmuseum, Linköpings museum, Regionmuseet Kristianstad, Statens Museum for Kunst i Köpenhamn, Nasjonalgalleriet i Oslo och Gustav VI Adolfs samling.